# 三口镇 (黄山市)
三口镇，是中华人民共和国安徽省黄山市黄山区下辖的一个乡镇级行政单位。

## 行政区划
三口镇下辖以下地区：
白果树村、汪家桥村、巷联村、湘潭村和联中村。